# Павлов, Илья Семёнович
Илья Семёнович Павлов (1899 — 1964) — начальник Особого отдела Карельского фронта, генерал-майор (1943).

## Биография
С 10 января до 17 мая 1942 был начальником Особого отдела Карельского фронта. С 21 февраля по июнь 1944 являлся начальником Особого отдела по Среднеазиатскому военному округу.

### Звания
- майор государственной безопасности;
- бригадный комиссар;
- старший майор государственной безопасности (10 января 1942);
- комиссар государственной безопасности (14 февраля 1943);
- генерал-майор (26 мая 1943).